# 176 Dywizja Piechoty (III Rzesza)
176 Dywizja Piechoty (niem. 176. Infanterie-Division) – niemiecka dywizja z czasów II wojny światowej, sformowana na mocy rozkazu z 2 listopada 1944 roku, w 28. fali mobilizacyjnej w Roermond przez VI Okręg Wojskowy.

## Struktura organizacyjna
Struktura organizacyjna w listopadzie 1944 roku
1218., 1219. i 1220. pułk grenadierów, 1176. pułk artylerii, 1176. batalion pionierów (saperów), 176. dywizyjny batalion fizylierów, 1176. oddział przeciwpancerny, 1176. oddział łączności, 1176. polowy batalion zapasowy;

## Dowódca dywizji
- Generalmajor Christian Johannes Landau 2 XI 1944 – 8 V 1945